# Shaking the Tree: Sixteen Golden Greats
Shaking the Tree: Sixteen Golden Greats ist das erste Kompilationsalbum und das neunte Album insgesamt des englischen Singer-Songwriters und Rock-Musikers Peter Gabriel. Es wurde am 19. November 1990 als Gabriels erste Retrospektive seiner Karriere veröffentlicht und enthält Lieder von seinem ersten Solo-Studioalbum Peter Gabriel I von 1977 bis zu dem Film-Soundtrack Passion: Music for The Last Temptation of Christ aus dem Jahr 1989. Im Jahr 2002 wurde es mit dem Großteil von Gabriels Katalog (im Zeitraum von 1976 bis 1992) neu gemastert.

## Hintergrund
Über die Fotos von Robert Mapplethorpe in dem Album sagte Peter Gabriel:

„Shaking The Tree enthält Bilder von Robert Mapplethorpe, der meiner Meinung nach einer der größten Fotografen ist. Obwohl er vor allem für seine schockierenden Arbeiten bekannt ist, gibt es auch einige fantastische Porträts von ihm, die wahrscheinlich eines meiner Lieblingsbücher über Fotografie sind. Als ich in seine New Yorker Wohnung kam, musterte er mich sozusagen. Er war sehr locker, ich bin mir sicher, dass er schwierig sein kann, aber was die Zusammenarbeit mit mir angeht, war es sehr einfach. Ich war wirklich zufrieden mit dem Ergebnis. Ich hatte beschlossen, ein paar Fotos mit geschlossenen Augen zu machen. So gibt es auf der Vorderseite ein Foto mit geschlossenen Augen und eines mit offenen Augen. Das hat Robert dann mit ein paar anderen Leuten ausprobiert. Das war eine interessante Erfahrung.“

## Inhalt
Die Songs sind kreativ neu geordnet, ohne Rücksicht auf die zeitliche Reihenfolge der Entstehung. Einige der Titel unterscheiden sich von den Aufnahmen auf dem ursprünglichen Album. Für mehrere Stücke wurden in Gabriels Real World Studios neue Parts aufgenommen. Die meisten Songs sind in der Spieldauer geschnitten, entweder als Radio-, Single- oder Video-Schnittversion. Shaking the Tree – ein Titel von Youssou N’Dours 1989 erschienenen Album The Lion (Gainde) – ist eine Version von 1990 mit neu aufgenommenem Gesang von Gabriel. I Have the Touch ist als Remix von 1983 aufgeführt, obwohl es sich eigentlich um den Remix von 1985 handelt, der auf der Single Sledgehammer erschien (Der Remix von 1985 ähnelt dem Remix von 1983, der als B-Seite der Single Walk Through the Fire erschien, ist aber wie hier auf 3:45 gekürzt.).
Here Comes the Flood ist eine neue Aufnahme aus dem Jahr 1990. Bei dieser Version handelt es sich um ein Arrangement für Klavier und Gesang, das weitaus schlichter ist als die stark überproduzierte Version auf Peter Gabriel I von 1977. Ihre Schlichtheit kommt der Version näher, die Gabriel mit Robert Fripp auf Fripps Album Exposure von 1979 aufgenommen hat. In Interviews hat Gabriel gesagt, dass er die Version von 1979 bevorzugt, und es war diese Version mit Fripp, die er als Rückseite der Single Biko, die vor Ein deutsches Album von 1980 veröffentlicht wurde, auf Deutsch überspielte.
Obwohl dieses Album Lieder von Peter Gabriels früheren Alben enthält, sind Stücke von Peter Gabriel II und dem Soundtrack Birdy (Peter-Gabriel-Album) zu dem Film Birdy von Alan Parker nicht enthalten. Vor allem In Your Eyes fehlt auf der Kompilation. Der Film Teen Lover (Say Anything...) von Cameron Crowe, in dem es in einer prominenten Szene gespielt wurde, war im Jahr zuvor veröffentlicht worden. Obwohl In Your Eyes dadurch in den USA neben Sledgehammer das vielleicht bekannteste Lied von Peter Gabriel war, wurde es zugunsten von fünf der anderen acht Titel von dem Album So – vier weiteren Hits und dem Albumtitel Mercy Street – auf diesem Album ausgelassen.

## Titelliste
Alle mit * gekennzeichneten Titel sind nicht auf der Vinyl-Version des Albums enthalten. Alle Titel wurden von Peter Gabriel geschrieben, außer Shaking the Tree, das Gabriel gemeinsam mit Youssou N’Dour geschrieben hat.
1. Solsbury Hill (von: Peter Gabriel (Car), 1977) – 4:20
2. I Don’t Remember (Edited version, Original von: Peter Gabriel (Melt), 1980) – 3:48
3. Sledgehammer (Single edit) (von: So, 1986) – 4:52
4. Family Snapshot (von: Peter Gabriel (Melt), 1980) – 4:25
5. Mercy Street (Edited version, Original von: So, 1986) – 4:43
6. Shaking the Tree (Duett mit Youssou N’Dour; 1990 remix, Original von: The Lion (Gainde), 1989) – 6:24
7. Don’t Give Up (Duett mit Kate Bush; Edited version, Original von: So, 1986) – 5:55
8. San Jacinto (*) (von: Peter Gabriel (Security), 1982) – 6:40
9. Here Comes the Flood (Neu-Aufnahme von 1990, Original-Version von: Peter Gabriel (Car), 1977) – 4:31
10. Red Rain (*) (von: So, 1986) – 5:35
11. Games Without Frontiers (Edited version, Original von: Peter Gabriel (Melt), 1980) – 3:57
12. Shock the Monkey (Radio edit) (von: Peter Gabriel (Security), 1982) – 3:57
13. I Have the Touch (*) ('85 remix, falsch benannt als 1983 remix, Original von: Peter Gabriel (Security), 1982) – 3:44
14. Big Time (von: So, 1986) – 4:26
15. Zaar (*) (Edited version, Original von: Passion: Music for The Last Temptation of Christ, 1989) – 2:58
16. Biko (Edited version, Original von: Peter Gabriel (Melt), 1980) – 6:54

Gesamtspielzeit: 77:05

## Mitwirkende

### Einzelne Titel
Solsbury Hill
- Bob Ezrin – Musikproduktion
- Larry Fast – Synthesizer
- Robert Fripp – E-Gitarre
- Peter Gabriel – Gesang
- Steve Hunter – E-Gitarre
- Tony Levin – Bassgitarre
- Alan Schwartzberg – Schlagzeug

I Don’t Remember (Edited version)
- Larry Fast – Bearbeitung
- Robert Fripp – E-Gitarre
- Peter Gabriel – Klavier, Synthesizer, Gesang und Musikproduktion
- Tony Levin – Chapman Stick
- Jerry Marrotta – Schlagzeug
- David Rhodes – E-Gitarre
- Peter Walsh – Musikproduktion

Sledgehammer (Single edit)
- P.P. Arnold – Begleitgesang
- Peter Gabriel – Fairlight CMI, Prophet, Klavier, Gesang, Musikproduktion
- Carol Gordon – Begleitgesang
- Manu Katché – Schlagzeug
- Wayne Jackson – Trompete
- Daniel Lanois – Musikproduktion
- Tony Levin – Bassgitarre
- Dee Lewis – Begleitgesang
- Don Mikkelsen – Posaune
- David Rhodes – E-Gitarre
- Mark Rivera – Saxophon

Family Snapshot
- Larry Fast – Synthesizer
- Phil Collins – Snare drum
- Peter Gabriel – Klavier, Gesang
- John Giblin – Bassgitarre
- Dave Gregory – E-Gitarre
- Steve Lillywhite – Musikproduktion
- Jerry Marrotta – Schlagzeug
- Dick Morrissey – Saxophon
- David Rhodes – E-Gitarre

Mercy Street (Edited version)
- Djalma Correa – Surdu, Congas und Triangel
- Peter Gabriel – Fairlight CMI, Prophet, Klavier, Yamaha CS-80, Gesang und Musikproduktion
- Larry Klein – Bassgitarre
- Daniel Lanois – Musikproduktion
- Mark Rivera – bearbeitetes Saxophon

Shaking the Tree (1990 remix)
- George Acogny – Fairlight CMI Perkussion
- Roger Bolton – Fairlight CMI Perkussion und Sequenzierung
- Simon Clark – Orgel, Klavier, Bass-Keyboard und Synthesizer
- Habib Faye – Bassgitarre, E-Gitarre
- Peter Gabriel – Gesang und neu aufgenommener Gesang
- Manu Katché – Schlagzeug
- Youssou N’Dour – Gesang
- David Rhodes – E-Gitarre und Akustische Gitarre

Don’t Give Up (Edited version)
- Peter Gabriel – Choral, Gesang, Fairlight CMI, Prophet, Klavier, Musikproduktion
- Kate Bush – Gesang, Choral
- David Rhodes – E-Gitarre
- Tony Levin – Bassgitarre
- Simon Clark – Chor, Yamaha CS-80
- Richard Tee – Klavier
- Daniel Lanois – Musikproduktion

San Jacinto
- Peter Gabriel – Gesang, Musikproduktion
- David Lord – Musikproduktion

Here Comes the Flood (1990 re-recording)
- Peter Gabriel – Klavier, Gesang und Musikproduktion

Red Rain
- Peter Gabriel – Gesang, Musikproduktion
- Daniel Lanois – Musikproduktion

Games Without Frontiers (Single edit)
- Steve Lillywhite – Musikproduktion
- Kate Bush – Begleitgesang

Shock the Monkey (Radio edit)
- Peter Gabriel – Gesang, Musikproduktion
- David Lord – Musikproduktion

I Have the Touch (1983 remix)
- Peter Gabriel – Keyboards, Gesang und Musikproduktion
- David Lord – Musikproduktion
- Simon Phillips – Schlagzeug
- James Guthrie – Remix-Toningenieur

Big Time
- Peter Gabriel – Gesang, Musikproduktion
- Daniel Lanois – Musikproduktion

Zaar (Edited version)
- Peter Gabriel – Musikproduktion

Biko (Edited version)
- Steve Lillywhite – Musikproduktion

### Ganzes Album
- Alexander Knaust – Styling und fotografische Assistenz
- Robert Mapplethorpe – Fotografie
- Mouat Nomad, London – Design

## Kommerzieller Erfolg

### Chartplatzierungen
| ChartsChartplatzierungen       | Höchstplatzierung | Wochen |
| ------------------------------ | ----------------- | ------ |
| Deutschland (GfK)              | 12 (26 Wo.)       | 26     |
| Österreich (Ö3)                | 26 (2 Wo.)        | 2      |
| Schweiz (IFPI)                 | 27 (8 Wo.)        | 8      |
| Vereinigtes Königreich (OCC)   | 11 (18 Wo.)       | 18     |
| Vereinigte Staaten (Billboard) | 48 (28 Wo.)       | 28     |

| ChartsJahrescharts (1991) | Platzierung |
| ------------------------- | ----------- |
| Deutschland (GfK)         | 58          |

### Auszeichnungen für Musikverkäufe
| Land/Region                  | Auszeichnungen für Musikverkäufe (Land/Region, Auszeichnung, Verkäufe) | Verkäufe  |
| ---------------------------- | ---------------------------------------------------------------------- | --------- |
| Deutschland (BVMI)           | Platin                                                                 | 500.000   |
| Frankreich (SNEP)            | Gold                                                                   | 100.000   |
| Kanada (MC)                  | Platin                                                                 | 100.000   |
| Neuseeland (RMNZ)            | Gold                                                                   | 10.000    |
| Niederlande (NVPI)           | Gold                                                                   | 50.000    |
| Schweiz (IFPI)               | Gold                                                                   | 25.000    |
| Vereinigte Staaten (RIAA)    | 2× Platin                                                              | 2.000.000 |
| Vereinigtes Königreich (BPI) | 2× Platin                                                              | 600.000   |
| Insgesamt                    | 4× Gold · 6× Platin ·                                                  | 3.385.000 |